# Voerde (Niederrhein)
Voerde (Niederrhein) – miasto w Niemczech, w kraju związkowym Nadrenia Północna-Westfalia, w rejencji Düsseldorf, w powiecie Wesel. W 2010 roku liczyło 31 587 mieszkańców.